# Blodpudding

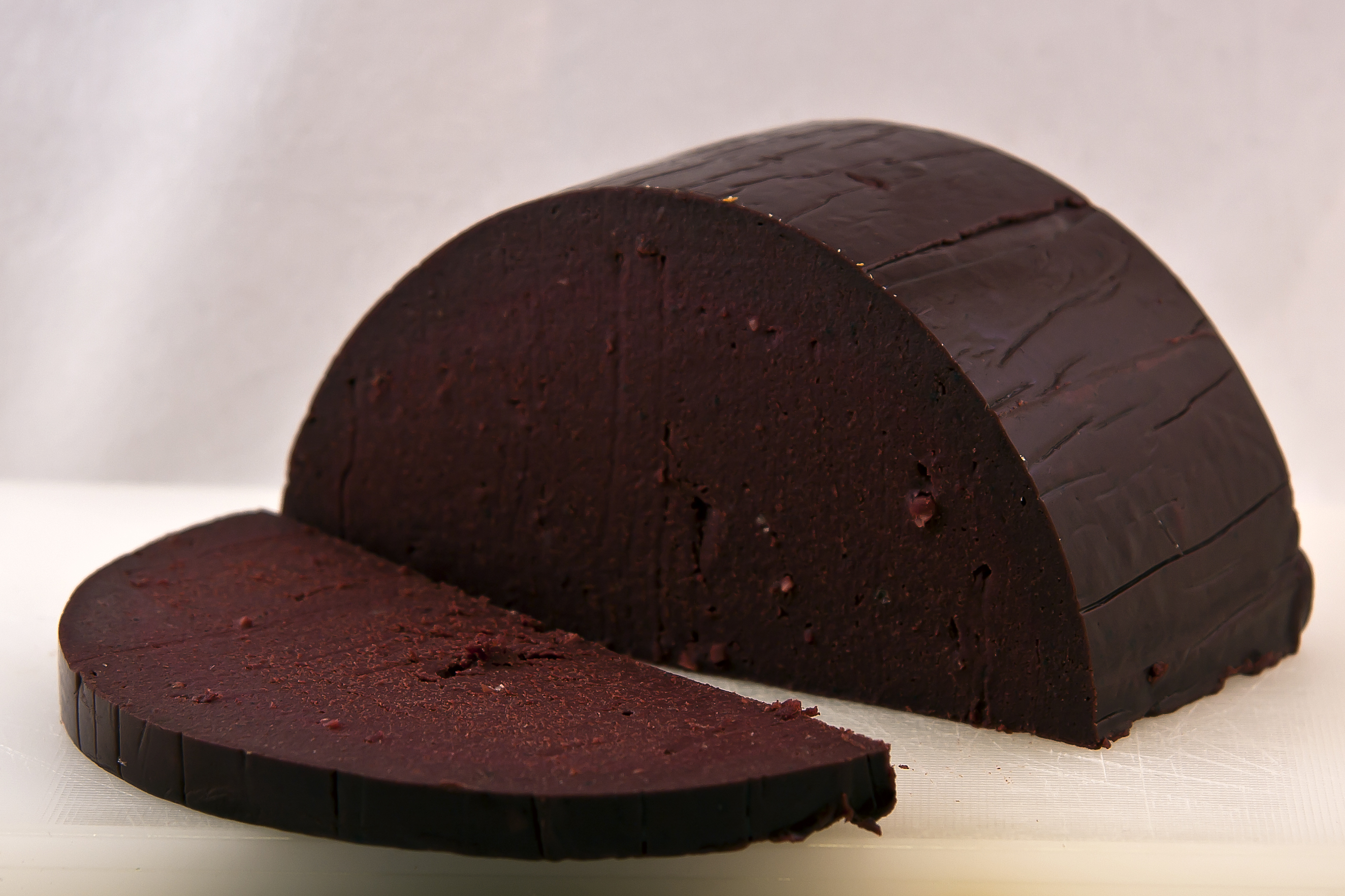
Blodpudding.

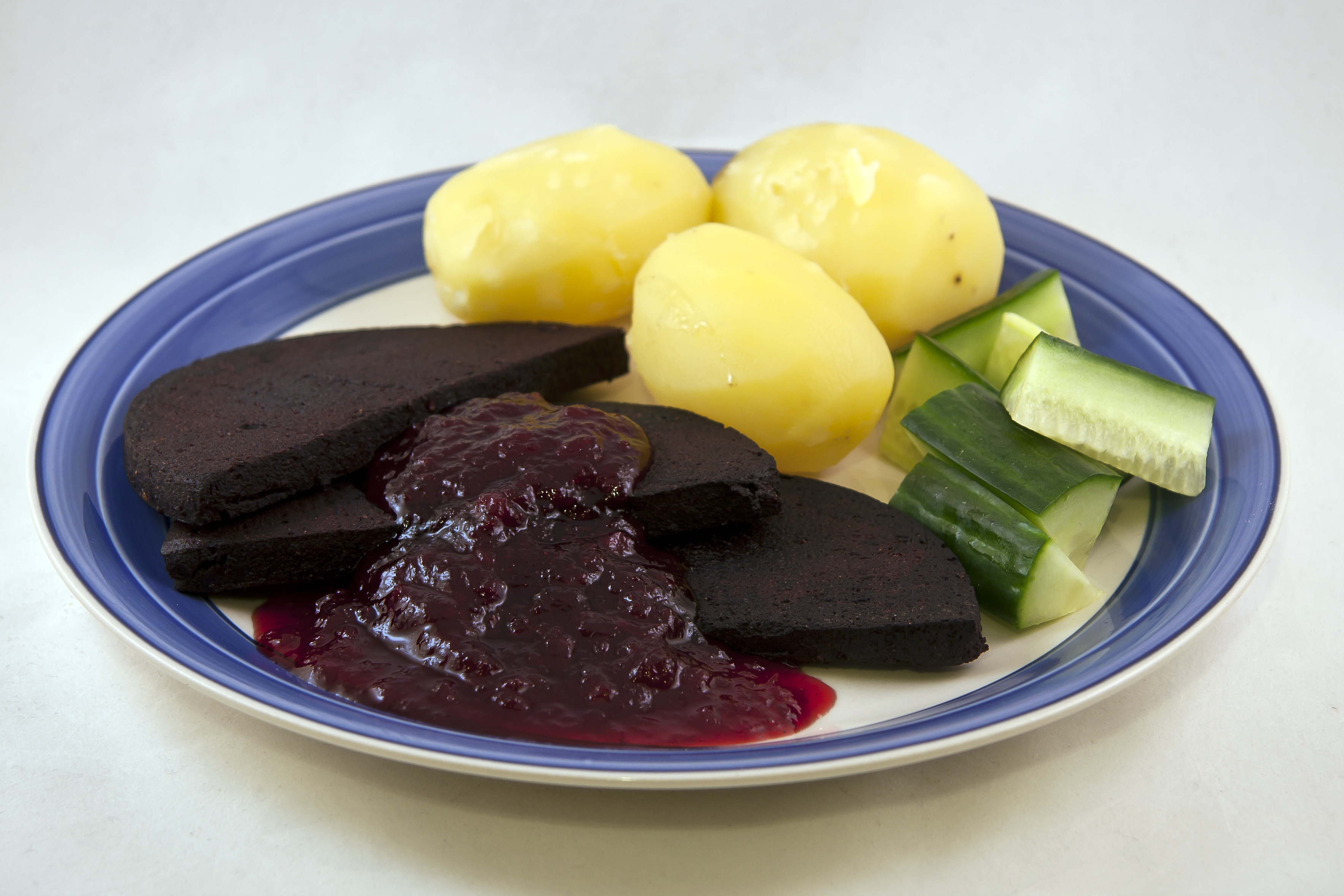
Stekt blodpudding serverad med kokt potatis, lingonsylt och färsk gurka.

Blodpudding är en maträtt som tillreds av bland annat svinblod, mjölk, rågmjöl, späcktärningar, öl eller svagdricka och sirap, och kryddas med bland annat lök, kryddpeppar och mejram. Den exakta sammansättningen varierar mycket från recept till recept och mellan olika geografiska områden. Smeten hälls i formar som sätts i ugn i ett vattenbad. I modern tid tillverkas det mesta av all blodpudding industriellt.
När blodpuddingen ska ätas brukar den skäras i skivor som steks i smör, eller kokas i mjölk, och sedan serveras med lingonsylt. Bredvid blodpuddingen kan ibland synas knaperstekt bacon, potatisplättar, pölsa, kokt potatis, vitkål eller annat, beroende på regional och lokal tradition.

## Black pudding

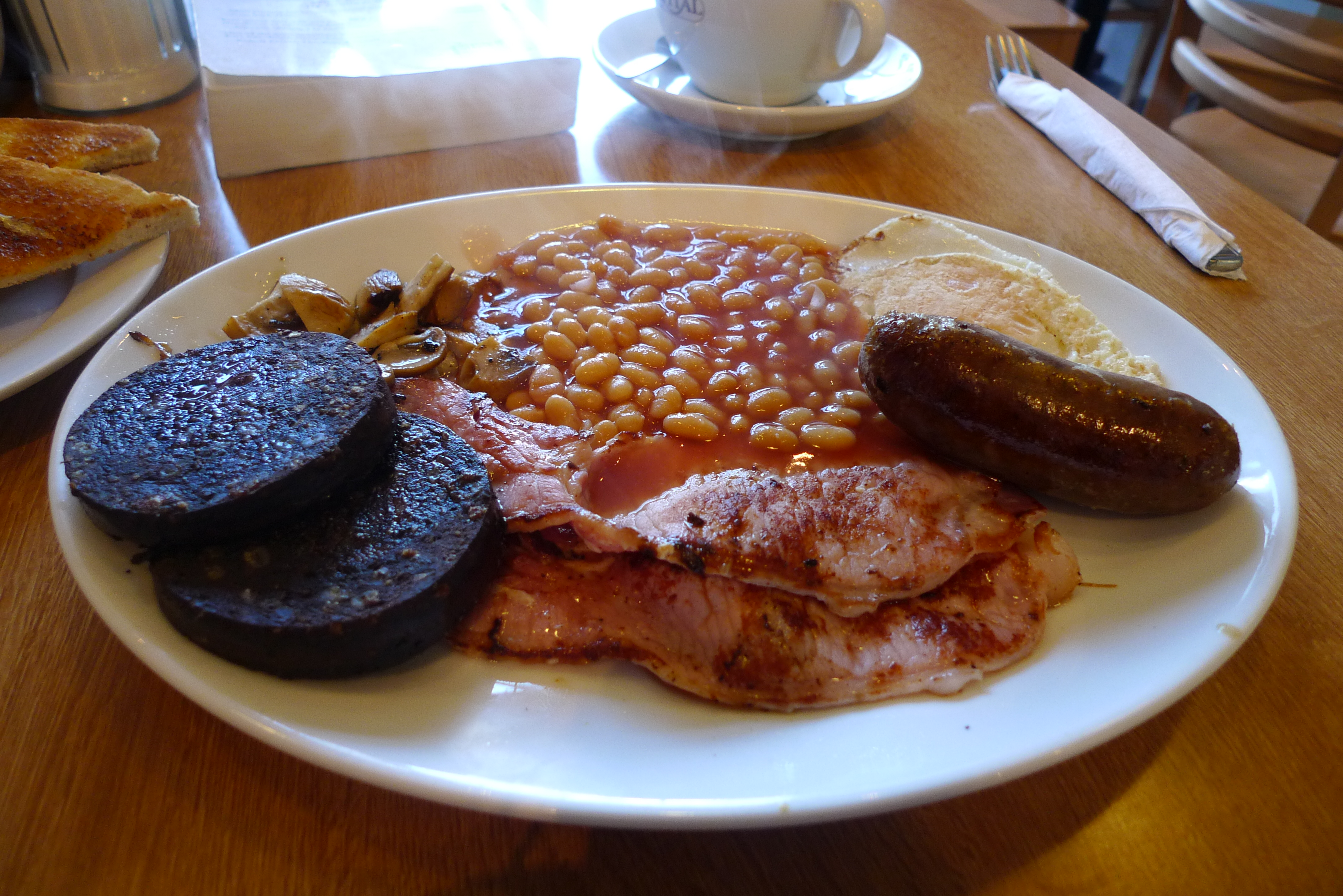
En traditionell brittisk frukost med black pudding till vänster.

Den brittiska motsvarigheten kallas black pudding och förknippas bland annat med kol- och järndistriktet Black Country i Storbritannien. Benämningen har funnits åtminstone sedan 1450-talet. Black pudding finns i olika lokala utföranden och ingår ibland i en traditionell brittisk frukost. Det färska blodet tillsätts fett och någon form av skorpor, krydda och havre eller korn för att tjockna blodet innan det kokas och sen stoppas som korv.